# دروازه مرزی باب
دروازه مرزی باب شلوغ‌ترین دروازه مرزی پاکستان و ترمینال عبور از افغانستان است. پاکستان تا ژوئیه ۲۰۱۶ ساخت دروازه مرزی، عبور از ترمینال و دیگر زیرساخت‌های مرتبط را در سمت خود در مرز تورخم به پایان رسانده است. دروازه مرزی باب و پایانه گذرگاه آن بعد از درگیری‌های این منطقه و کشته شدن یک افسر به نام  وی «علی جواد چنگزی» نام‌گذاری شده است. مراسم پرچم برای شروع کار این دروازه مرزی مانند مراسم مرزی واهگه برگزار شد و بعد از آن دیگر همه باید با مدارک شناسایی معتبر از این مرز عبور کنند. کار ساخت دروازه و تأسیسات مربوط به آن در سال ۲۰۱۴ آغاز شد اما به دلیل ملاحظه‌ها و درگیری‌های ناگهانی به تعویق افتاد.
پاکستان قصد دارد اقدامات کنترل مشابهی را در هر شش نقطه اصلی عبور بین دو کشور در مرز پرنفوذ ۲۶۰۰ کیلومتری انجام دهد.